# Tipula neivai
Tipula neivai är en tvåvingeart som beskrevs av Alexander 1940. Tipula neivai ingår i släktet Tipula och familjen storharkrankar.
Artens utbredningsområde är Venezuela. Inga underarter finns listade i Catalogue of Life.